# Preston Zimmerman
Preston Mark Zimmerman (* 21. November 1988 in Auburn, Washington) ist ein ehemaliger US-amerikanischer Fußballspieler mit US-amerikanischer und deutscher Staatsangehörigkeit.

## Karriere
Zimmerman spielte in seiner Kindheit und Jugend in Washington unter anderem bei Crossfire Premier, bei denen er bis zum Jahre 2004 aktiv war. Davor bzw. parallel dazu war er bereits in Schulfußballmannschaften im Einsatz. Von 2004 bis 2006 war er an der IMG Academy. Zur Saison 2006/07 wechselte er nach Seattle zu den Hibernian Saints in die Pacific Coast Soccer League. Im Jahre 2007 verließ er die Mannschaft wieder, um den Sprung nach Europa zu wagen und bei der Reservemannschaft des deutschen Bundesligisten Hamburger SV zu unterschreiben.
Am 1. September 2008 verpflichtete der Kapfenberger SV Zimmerman kurz vor Transferschluss. Er erhielt einen Zwei-Jahres-Vertrag. Genau drei Wochen später, am 24. September 2008, gab Zimmerman sein Debüt in der österreichischen Bundesliga, als er beim Heimspiel gegen den SK Austria Kärnten in der 46. Spielminute für Pero Pejić eingewechselt wurde. Das Spiel endete mit einer 0:2-Niederlage, nachdem man schon am 21. September auswärts gegen die Kärntner mit 0:6 verloren hatte. Am 29. April 2009 wurde er von Kapfenberg gekündigt, nachdem er schon zuvor wegen mangelnder Einstellung aus dem Kader gestrichen worden war. Insgesamt kam er für die Mannschaft in 21 Bundesligapartien zum Einsatz und erzielte dabei drei Tore.
Nachdem er zwischenzeitlich seine Karriere beenden wollte, schloss sich Zimmerman Anfang 2010 der 2. Mannschaft des 1. FSV Mainz 05 an. Im Sommer 2011 wechselte er zum Drittligisten SV Darmstadt 98, bei dem ihm der Durchbruch gelang und er sich über die Drittligasaison 2011/12 hinweg vom Ersatz- zum Stammspieler entwickelte. Nach Abschluss der Saison 2012/13 verließ er Darmstadt und kehrte nach Mainz zurück, um beim TSV Schott Mainz zu spielen. Mit dem TSV wurde er Meister der Verbandsliga Südwest und stieg in die Oberliga auf. Zimmerman erzielte 22 Saisontore bei 30 Meisterschaftseinsätzen. Auch in der nachfolgenden Spielzeit 2014/15 agierte er weiterhin als Stammkraft und kam bei 24 Ligaspielen immerhin auf 15 Treffer. In der darauffolgenden Spielzeit 2015/16 blieben Einsätze weitgehend aus. Bis zum Jahresende 2015 hatte es Zimmerman auf lediglich vier Einsätze in der Liga gebracht, wobei er zwei Tore erzielt hatte. In weiterer Folge verließ er den Verein in der Winterpause 2015/16. In weiterer Folge beendete er seine Karriere als Aktiver und ging in die Privatwirtschaft, in der er heute noch immer tätig ist.
Nach einem Bachelor- und einem Masterstudium an der University of Phoenix in Business Administration and Management begann er im Juli 2014 seine Tätigkeit bei der Schott AG, dem finanziellen, personellen und organisatorischen Unterstützer des TSV Schott Mainz, wo er ebenfalls im Marketing- und Kommunikationsbereich tätig wurde. Im Sommer 2015 kehrte er kurzzeitig in die Vereinigten Staaten zurück, wo er zwischen Juli und Oktober 2015 ebenfalls als Berater in Marketing und Kommunikation am US-Markt tätig war. In weiterer Folge übernahm er im Februar 2016 eine Stelle im Marketing- und Kommunikationsbereich am Standort Shanghai, danach von April 2016 bis Mai 2016 am Standort Tokio und war danach bis Oktober 2016 wieder in der Schott-Zentrale in Mainz tätig. Im November 2016 wechselte er als Vertriebs(bereichs)leiter zur im Bereich Pharmaceutical Systems zum nordamerikanischen Ableger der Schott AG, der SCHOTT North America Inc. In diesem Bereich war er bis September 2020 im Großraum Seattle tätig und stieg im Oktober 2020 zum International Account Manager des Unternehmens auf. Diese Position hatte er bis Juli 2021 inne und war danach ein Jahr lang Sales Director der West Region (US & Canada), wo er die Pharmaceutical Systems Division von SCHOTT repräsentierte. Nachdem diese Sparte ausgegliedert worden war, war er zwischen August 2022 und Mai 2023 Sales Director der nunmehrigen SCHOTT Pharma USA, Inc. und wechselte danach als Director (Key Accounts) zu Jubilant HollisterStier Contract Manufacturing & Services, die ebenfalls im Großraum Seattle beheimatet ist. Parallel zu seiner beruflichen Tätigkeit absolvierte er zwischen Mai 2021 und Dezember 2022 ein weiteres Studium an der University of Southern California, das er mit einem Master of Studies in Law (MSL) und einem Business Law Certificate abschloss.

## Persönliches
Seine beiden Geschwister Brandon (* 1990) und Derek (* 1994) spielten ebenfalls aktiv Fußball im Großraum Washington und in Kalifornien. Über den College-Fußball kamen beide Brüder jedoch nicht hinaus.